# Meyers 200
Meyers 200 (ICAO oznaka: M200) je ameriško štirisedežno visoko zmogljivo nizkokrilno enomotorno batno letalo, ki ga je v 1950ih razvila družba Mayers Aircraft Company iz manjšega dvoseda Meyers MAC-145, leta 1966 pa je licenco odkupil Aero Commander, ki je pričakoval, da bo lahko nadaljeval serisko proizvodnjo letala, vendar je bil Meyers 200 izdelovan ročno in niso posedovali orodji za masovno proizvodnjo, zaradi česar se je CEO odločil za razvoj novega modela Rockwell Commander 112, ki je bil primeren za masovno proizvodnjo. Letalo velja za izredno hitro in moderno še po današnjih standardih.  Letalo Meyers 200 odlikuje jeklena kletka, ki je zelo toga in močna ter je zaradi tega eno redkih letal, ki ne poseduje niti ene AD-note zaradi utrujenosti konstrukcije, saj je bil narejen izredno močno ter je zelo primeren za IFR letenje.  
Leta 1966 je 200A, ki ga je pilotiral Bill Brodbeck, postavil svetovni hitrostni rekord za razred C-1b (MTOW 500 do 1000 kg) skupine 1, z hitrostjo: 197 kts (366 km/h), ki je veljal skoraj 18 let. 
Standardni Aero Commander 200D z motorjem Continental IO-520, ki ga je pilotiral Don Washburn, je leta 1966 postavil svetovni rekord v razredu C-1c (MTOW 1000 do 1750 kg), z hitrostjo: 208 kts (385 km/h), kar je zelo velika hitrost za atmosfersko polnjen motor.
Meyers 200 je znan po svojih elegantnih linijah in robustni konstrukciji.

## Variante

### Meyers
- 200 — prototip Continental O-470
- 200A — seriska proizvodnjal IO-470 11 narejenih
- 200B — 17 narejenih
- 200C — dvigjena streha in večje vetrobransko steklo 9 narejenih
- 200D — večji motor Continental IO-520A in nova krila 8 narejenih

### Aero Commander
- 200 — Aero Commander različica 200D 77 zgrajenih
- 200 — Različica 200E Aero Commander 1 prototip
- T200E — eksperimentalna predelava z dvema motorjema - nikoli izdelana

- 400 — Turboprop na osnovi 200

## Specifikacije (Meyers 200D)
Podatki iz Jane's All the World's Aircraft 1967–68
Splošne značilnosti
- Posadka: 1
- Število sedežev: 3 potniki
- Dolžina: 24 ft 4 in (7,42 m)
- Razpon kril: 30 ft 6 in (9,30 m)
- Višina: 7 ft 4 in (2,24 m)
- Površina kril: 1.615 sq ft (150,0 m2)
- Aeroprofil: root: NACA 23015; tip: NACA 4412[4]
- Teža praznega letala: 1.940 lb (880 kg)
- Maks. vzletna teža: 3.000 lb (1.361 kg)
- Kapaciteta goriva: 40 US gal (33 imp gal; 150 L) normal
- Pogon letala: 1 × Continental IO-520-A air-cooled six-cylinder horizontally-opposed, 285 hp (213 kW)

Zmogljivost
- Maks. hitrost: 215 mph (346 km/h; 187 kn)
- Potovalna hitrost: 210 mph (182 kn; 338 km/h) (max cruise)
- Hitrost pri porušitvi vzgona: 54 mph (47 kn; 87 km/h) (wheels and flaps down)
- Doseg: 900 mi (782 nmi; 1.448 km) (normal fuel, 45 minutes reserve)
- Višina leta (servisna): 18.500 ft (5.639 m)
- Hitrost vzpenjanja: 1.400 ft/min (7,1 m/s)
- Take-off run to 50 ft (15 m): 1.200 ft (370 m)
- Landing run from 50 ft (15 m): 1.150 ft (350 m)